# Christopher Robinson (martyr)
Pour les articles homonymes, voir Robinson.
Christopher Robinson, né entre 1565 et 1570 près de Carlisle dans le comté de Cumbria en Angleterre et mort le 19 août 1598 à Carlisle, est un prêtre catholique anglais accusé de trahison et exécuté sous le règne d'Elizabeth Ire. 

## Biographie
Né dans une famille dont une partie est restée fidèle à l'Église catholique alors devenue souterraine, il décide de se rendre sur le continent pour étudier la théologie catholique et devenir prêtre. Il est inscrit à cet effet au collège anglais de Douai alors transféré à Reims. Ordonné prêtre en 1592 il retourne en Angleterre et commence son ministère dans la discrétion principalement dans le Westmorland et le Cumberland jusqu'à son arrestation. Il est détenu dans la prison de Carliste. On raconte que l'évêque anglican du lieu Henry Robinson, un proche, essaya de lui sauver la vie en lui proposant de se convertir. Il refuse. Il est condamné à mort et exécuté subissant le supplice réservé aux traîtres à savoir pendaison, éviscération et écartèlement.
On raconte aussi qu'il fut un témoin direct de l'exécution de John Boste à Durham dont il en donna un récit précis.

## Vénération
Reconnu comme un martyr catholique, Christopher Robinson fut béatifié en 1987 par le pape Jean-Paul II en même temps que 84 autres martyrs anglais. Aussi comptabilité parmi les martyrs de Douai il est vénéré par l'Église catholique le 29 octobre avec les autres martyrs de Douai et individuellement le 31 mars,.